# سونیا لاننامان
سونیا لاننامان (انگلیسی: Sonia Lannaman؛ زادهٔ ۲۴ مارس ۱۹۵۶) ورزشکار دو و میدانی اهل بریتانیا است.